# Bruno W. Pannek
Bruno W. Pannek war ein deutscher Laiendarsteller, der durch seine Auftritte in der Sendereihe Loriot Bekanntheit erlangte.
Loriot hatte Pannek auf Capri kennengelernt, wo dieser schon seit den 1930er Jahren regelmäßig seinen Sommerurlaub verbrachte. Als er für den Sketch Heimoperation der ersten Folge von Loriot einen älteren Herren mit Berliner Dialekt suchte, engagierte er Pannek, der in Berlin-Neukölln in einer feinmechanischen Werkstatt tätig war. Auch in den anderen fünf Folgen der zwischen 1976 und 1978 gedrehten Sendereihe trat Pannek auf. Für Folge II, Loriots Teleskizzen, verfasste Loriot eigens für Pannek einen Witz, den dieser als er selbst vorträgt und dabei als Running Gag mehrfach fehlerhaft wiedergibt. Der Einbau dieser Fehler war zunächst nicht geplant, die entsprechenden Aufnahmen waren gescheiterte Versuche Panneks beim Vortragen des Witzes. Daneben trat er in der Folge auch im Sketch Schmeckt’s als einer der Restaurantgäste auf. In Folge III ist er im Sketch Die H. S. zwo als besorgter Anwohner eines brennenden Hauses zu sehen. In Folge IV spielt er in den Sketchen An der Opernkasse, Das Galadiner und ‚Das ist Ihr Leben‘ mit, in Folge V ist er im Sketch Feuergeben zu sehen. In Loriot VI spielt er in den Sketchen Die Jodelschule, Kosakenzipfel und Weihnacht einen studentischen Weihnachtsmann auf Jobsuche. In dieser Rolle spricht er auch den letzten Satz der Sendereihe. Seinen letzten Auftritt bei Loriot hatte Pannek 1983 in der Sendung Loriots 60. Geburtstag. Darin nimmt er zusammen mit Evelyn Hamann, Rudolf Kowalski, Heiner Schmidt, Heinz Meier und Ingeborg Heydorn an einer Gesprächsrunde mit Loriot teil. Außerdem wurde darin der bereits 1978 produzierte Sketch Flötenkonzert zum ersten Mal ausgestrahlt, in dem Pannek einen Pianisten mimt.
Neben seiner Mitwirkung in Loriots Sendungen hatte er 1981 einen kurzen Auftritt als schwerhöriger Anwohner im Film Der Mann im Pyjama.